# Isidore Dollinger

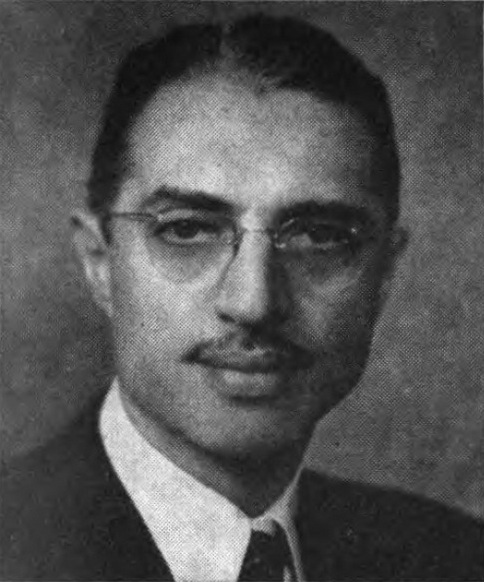
Isidore Dollinger

Isidore Dollinger (* 13. November 1903 in New York City; † 30. Januar 2000 ebenda) war ein US-amerikanischer Jurist und Politiker. Zwischen 1949 und 1959 vertrat er den Bundesstaat New York im US-Repräsentantenhaus.

## Werdegang
Isidore Dollinger graduierte 1925 an der New York University mit einem Bachelor of Computer Science und 1928 an der New York Law School mit einem Bachelor of Laws. Er erhielt 1929 seine Zulassung als Anwalt. Zwischen 1937 und 1944 saß er in der New York State Assembly und zwischen 1945 und 1948 im Senat von New York. Politisch gehörte er der Demokratischen Partei an.
Bei den Kongresswahlen des Jahres 1948 für den 81. Kongress wurde Dollinger im 24. Wahlbezirk von New York in das US-Repräsentantenhaus in Washington, D.C. gewählt, wo er am 4. Januar 1949 die Nachfolge von Leo Isacson antrat. Er wurde einmal wiedergewählt. 1952 kandidierte er im 23. Wahlbezirk von New York für den 83. Kongress. Nach einer erfolgreichen Wahl trat er am 4. Januar 1953 die Nachfolge von Sidney A. Fine an. Er wurde zwei Mal in Folge wiedergewählt, trat allerdings am 31. Dezember 1959 vor dem Ende seiner letzten Amtsperiode von seinem Sitz im US-Repräsentantenhaus zurück.
Als Delegierter nahm er 1956 und 1960 an den Democratic National Conventions teil. Zwischen 1960 und 1968 war er als Nachfolger von Daniel V. Sullivan Bezirksstaatsanwalt im Bronx County. Am 1. Januar 1969 wurde er Richter am New York Supreme Court für den ersten Gerichtsbezirk – ein Posten, den er bis zum 31. Dezember 1975 innehatte. Er lebte bis zu seinem Tod am 30. Januar 2000 in New York City. Sein Leichnam wurde dann in White Plains beigesetzt.